# Daemon cebrionoides
Daemon cebrionoides là một loài bọ cánh cứng trong họ Ptilodactylidae. Loài này được Fairmaire miêu tả khoa học năm 1896.